# Le nebbie di Avalon (miniserie televisiva)
Le nebbie di Avalon (The Mists of Avalon) è una miniserie televisiva in due puntate co-prodotta da Stati Uniti, Germania e Repubblica Ceca nel 2001, e diretta da Uli Edel. Tratta dal romanzo Le nebbie di Avalon, scritto da Marion Zimmer Bradley nel 1983, la miniserie si svolge durante il regno di re Artù e segue attraverso gli occhi dei personaggi femminili principali il difficile passaggio dalle antiche religioni celtiche alla religione cristiana. 

## Trasmissione
Trasmessa negli Stati Uniti il 15 e 16 luglio 2001 sulla rete TNT con grande successo di critica e ascolti, in Italia è andata in onda come un unico film televisivo il 4 luglio 2004 in prima serata su Italia 1.

## Trama

### Prima parte
La fata Morgana, sacerdotessa dell'isola di Avalon e dell'Antica Religione della Dea Madre, attraversa sporca e ferita un fiume nebbioso che cavalca su una piccola barca. Morgana comincia a parla al pubblico narrando la vera storia di Camelot e di Re Artù, vista come la vissuta lei.
Morgana, all'età di 8 anni, vive con la madre pagana Igraine e il padre cristiano Gorlois, rispettivamente il duca e la duchessa di Cornovaglia. La sorella minore di Igraine, Morgause, vive con loro.
Un giorno la loro sorella maggiore, Viviane, Dama del Lago e Alta Sacerdotessa dell'isola di Avalon, insieme a Merlino, come capo druido, è venuta a Igraine con una profezia secondo cui darà alla luce il re destinato a sconfiggere i Sassoni. Igraine è angosciata dopo che le è stato detto che il bambino non sarà di Gorlois e si rifiuta di dare alla luce l'erede. Merlino spiega che il padre del grande re porterà il segno del drago tatuato sul braccio, ma Igraine non accetterà di eseguire i loro ordini. Morgause si offre di surrogare il bambino, affermando che anche lei porta la linea di sangue di Avalon, ma Viviane la licenzia. Morgana ha una visione in cui vede suo padre morto. Viviane nota che Morgaine ha l'abilità soprannaturale di premonizione chiamata "la Vista".
Il Sommo Re, Ambrosius, convoca i suoi nobili a una festa per nominare il suo successore, Uther Pendragon. Dopo aver visto che Uther porta il tatuaggio con il drago sul braccio, Igraine è immediatamente attratta da lui; Gorlois interrompe gelosamente la discussione. Dopo che Uther viene incoronato, Gorlois si ribella contro di lui. Va in battaglia a Cameldun, ma di notte porta segretamente le sue truppe dove è di stanza Uther Pendragon.
Sull'isola di Avalon, Viviane usa un incantesimo di divinazione per mettere in guardia Igraine da Gorlois. Igraine, che è romanticamente infatuata, invia un messaggio tramite proiezione astrale a Uther. Il giorno successivo, Morgana e sua zia Morgause scoprono che Gorlois ha ordinato alle sue guardie di non far uscire le donne, né far entrare nessun uomo diverso da lui. Merlino e Uther arrivano, e Merlino lancia un incantesimo su Uther per farlo apparire e parlare come Gorlois. All'inizio, Morgana è grata che suo padre sia vivo, ma nota il tatuaggio del drago sul braccio dell'uomo e inizia a capire che è in realtà Uther. Più tardi, quando arriva il cadavere di Gorlois, Morgause ignora il trambusto, dal momento che l'uomo che ha consegnato il corpo di Gorlois, re Lot delle Orcadi, si accorge di lei e lei si innamora. Uther porta sia Morgana che Igraine a Camelot, dove Igraine dà alla luce Artù Pendragon.
Artù e Morgana crescono amandosi teneramente. Quando Artù ha cinque anni e Morgana tredici, Viviane e Merlino tornano, dicendo che è ora di portare via Arthur per il suo addestramento con Merlin come futuro re. Viviane ordina quindi a Morgana di venire con lei ad Avalon per essere addestrata come sacerdotessa. Igraine e Uther non vogliono che Morgana se ne vada, ma Viviane minaccia di ritirare il sostegno di Avalon a Uther, e Morgana e Artù vengono portati via da Camelot. Arthur e Morgana vengono separati in lacrime l'uno dall'altro, Arthur si dirige a nord con Merlino e Morgana si dirige a sud con Viviane. Viviane poi porta Morgana dietro una tenda nebbiosa su un'isola utopica, Avalon. Viviane addestra Morgana a padroneggiare le arti della magia e a servire la Dea Madre. Ci vogliono dieci anni perché Morgana venga iniziata e la sua prova finale consiste nell'aprire le nebbie di Avalon, il muro magico che separa e tiene nascosta l'isola al resto del mondo. Morgana riesce a superare la prova a pieni voti, venendo nominata finalmente sacerdotessa di Avalon. Igraine ha una visione angosciante di Morgaine che "viene presa".
Subito dopo la sua iniziazione, Morgana incontra suo cugino Lancillotto (la cui madre è Viviane), un guerriero bello e audace. È venuto a cercare la benedizione di sua madre in battaglia, ma lei è riluttante a dargliela. Morgana gli mostra un cerchio di pietre e inizia ad innamorarsi di lui. Lancillotto vede attraverso il velo nebbioso alcune monache cristiane e alcune postulanti vergini che camminano lungo un sentiero. Una di loro si allontana e sembra essere consapevole dell'esistenza di Avalon su un piano di esistenza parallelo. Lancillotto implora Morgana di aprire le nebbie per lei, e lei lo fa. La postulante è sorpresa, ma si innamora subito di Lancillotto, come Lancillotto lo è con lei. La ragazza si rivela essere Ginevra, figlia del re Lœdekrans. Morgana detesta immediatamente Ginevra e chiude le nebbie su di lei, separandole. Lancillotto, irritato, decide di sfidare la madre e se ne va.
Pochi giorni dopo, su Beltane, Viviane manda Morgana a prendere parte a un rito di fertilità come "La Vergine Cacciatrice", dove Morgana dovrà avere un rapporto sessuale con "l'uomo che uccide il re cervo". Entrambi i partner sono mascherati, quindi nessuno dei due sa chi sia l'altro; ancora in seguito, Morgana desidera che sia Lancillotto, ma crede che non ne sarà mai certa.
Artù, dopo aver completato il suo addestramento con Merlino, trova suo padre, Uther, impegnato in una battaglia contro i Sassoni, poco prima di morire. È rinchiuso in una chiesa in fiamme e Artù chiede aiuto sia al Dio cristiano che alla Triplice Dea dell'Antica Religione. Viviane, a nome della Dea, risponde e dà ad Artù la spada Excalibur in cambio della lealtà ad Avalon e al paganesimo oltre che al cristianesimo. Artù accetta rapidamente e sconfigge i Sassoni.
Morgana viene finalmente rilasciata da Avalon e ritorna a Camelot per l'incoronazione di suo fratello. Si riunisce prima con Morgause, che ora è la regina delle Orcadi e ha un figlio adolescente, Gawain. Poi trova sua madre, vecchia e logora, seduta vicino a una finestra con il vescovo Patrick. Igraine dice che diventerà una suora cristiana e si trasferirà a Glastonbury. Dice che non amerà più dopo essere rimasta vedova due volte e vuole chiedere perdono per aver tradito Gorlois molto tempo fa. Morgana è sorpresa da questa notizia e angosciata.
Nel frattempo, ad Artù è stata data in sposa una principessa cristiana. Quando Artù presenta la sua sposa a Lancillotto, si scopre che lei è Ginevra. Lancillotto e Ginevra sono sconcertati da questo scherzo del destino e hanno un primo incontro imbarazzante. Artù poi si riunisce felicemente con Morgana e rivela di essere il cervo del re alla festa di Beltane. Morgana, scioccata dal fatto di aver fatto l'amore appassionato con suo fratello, piange di disperazione e vergogna. In una breve scena, si vede Morgause eseguire una maledizione di infertilità su Ginevra, una donna "che ha deciso di odiare", maledicendola fino alla sterilità.
Artù viene incoronato re sia sotto lo stendardo Pendragon che sotto quello cristiano. Il vescovo Patrick poi lo sposa con Ginevra; Merlino e Viviane sembrano sorpresi, questa unione sembra inaspettata anche per loro. Morgause sussurra a suo marito che Ginevra non avrà mai figli, rendendo suo figlio Gawain il prossimo in linea di successione al trono. Morgana si sente male e abbandona rapidamente la celebrazione. Morgause la segue; Morgana rivela di essere incinta ma non menziona che Artù è il padre. Morgause è sorpresa: il bambino di Morgana erediterà la corona prima di Gawain.
Artù viene richiamato subito dopo la sua incoronazione, lasciando Ginevra alle cure di Lancillotto. Un giorno vanno a cavallo, solo per essere attaccati dai Sassoni. Lancillotto salva Ginevra dallo stupro e si nascondono. I due si baciano, ma giurano che la loro lealtà va prima ad Artù, non tra loro, e giurano di non avere mai una relazione.
Morgause prepara una pozione per aiutare Morgana ad interrompere la gravidanza. Viviane ferma Morgana prima che possa berlo. Morgause avverte Morgana di non essere mai la pedina di Viviane. Morgana è furiosa con Viviane per aver permesso che questo abominio accadesse: un figlio bastardo generato da suo fratello. Viviane vuole che questo bambino sia l'erede di Artù, le cui radici pagane lo renderebbero il più grande sovrano che la Gran Bretagna abbia mai visto. Morgana rinuncia a Viviane e ad Avalon e si trasferisce nelle Orcadi con Morgause. Nel mezzo dell'inverno, Morgana dà alla luce un figlio maschio, Mordred. Morgause viene consigliata dal marito, Lot, di uccidere il bambino. In effetti, Morgause ha ampie opportunità di ucciderlo, poiché Morgana è priva di sensi a causa della febbre che sviluppa dopo il parto. Mette Mordred davanti a una finestra fredda e aperta. Morgana improvvisamente grida nella febbre che Arthur è il padre. Morgause ha una nuova idea e salva il bambino e lo porta a farsi allattare. Dice a suo marito che farà da tutor e alleverà Mordred in modo che il ragazzo abbia la sua influenza. Allatta anche Mordred per la prima volta.

### Seconda Parte
Morgana, convinta da Morgause, decide di tornare a Camelot. Artù è diventato il grande re che tutti speravano, e Ginevra comincia ad essere angosciata per la sua incapacità di produrre il figlio di cui Artù ha bisogno per succedergli. Artù assicura a Ginevra che sono ancora giovani e hanno anni per avere figli.
Morgana ritorna a Camelot e viene accolta da Artù. Viene presentata a Sir Accolon, un cavaliere pagano della Tavola Rotonda e figlio dell'anziano re pagano Uriens del Galles del Nord. Accolon e Morgana sono attratti l'uno dall'altra. Nel frattempo, Lancillotto deve affrontare un crescente stress per Ginevra e il suo crescente desiderio per lei. Ginevra, ossessionata dall'idea di avere figli, ricorre a chiedere a Morgana un incantesimo di fertilità. Morgana obbedisce e le dà l'incantesimo nella notte di Beltane.
La notte di Beltane, durante una festa, Artù si ubriaca moltissimo. Nel frattempo, Morgana, sentendosi insultata dalle osservazioni oscene di Artù nei confronti del paganesimo, lascia la festa e cavalca verso il campo dove i pagani accendono i fuochi di Beltane e ballano. Accolon la segue fuori. Arthur, nel frattempo, viene portato a letto, appena sveglio, da un vivace Lancillotto e Ginevra. Arthur poi parla di come nota Lancillotto e Ginevra che si guardano e come Ginevra non ha figli. Artù, incolpando se stesso della mancanza di un erede, suggerisce che Ginevra vada a letto sia con lui che con Lancillotto nella speranza di concepire l'erede necessario. Arthur sottolinea che Ginevra potrà giurare che il bambino è stato concepito nel letto del re. Lancillotto e Ginevra sono entrambi scettici, ma Artù li convince e così hanno un rapporto a tre. Nel frattempo, Morgana e Accolon si baciano tra i pagani danzanti.
Il giorno successivo, Lancillotto si rammarica per quello che ha fatto con Ginevra e Artù. Morgana si rende conto che Lancillotto non la amerà mai, quindi escogita un'alternativa a Lancillotto che prova rimorso e tristezza per tutta la vita. A questo punto Ginevra ha avuto il ciclo mestruale e quindi rimane ancora sterile. La sua cameriera, Elaine, è estatica, poiché Lancillotto (incoraggiato da Morgana) le ha chiesto di sposarlo (in precedenza era stata vista guardarlo). Ginevra, arrabbiata e angosciata, la congeda. Ginevra è anche irritata con Morgana, che ha promesso che l'incantesimo avrebbe funzionato, e si risente di Artù per aver insistito che il trio avrebbe funzionato.
Al matrimonio di Lancillotto ed Elaine, Morgana parla con Merlino. Viviane è assente al matrimonio di suo figlio, poiché gli stendardi pagani di Pendragon sono stati rimossi da Camelot a causa del fatto che Ginevra è istericamente arrabbiata con i "selvaggi dipinti". Nel frattempo, re Uriens discute di prendere una seconda moglie (è vedovo) con Artù e, per dispetto, Ginevra suggerisce Morgana. Artù non è molto entusiasta dell'idea, ma lui e Ginevra chiedono a Morgana. Ginevra formula attentamente la proposta e Morgana pensa che sia Accolon a proporla e accetta. Scopre solo troppo tardi di essere fidanzata con il padre e non con il figlio. Morgana si rende conto che sarebbe disastroso mettere in imbarazzo Uriens rifiutando il matrimonio, poiché il Galles è un importante alleato politico. Merlino, sconvolto dal fatto che Morgana lasci Camelot con Uriens, lascia la festa.
Merlino, al ritorno ad Avalon, muore di vecchiaia e stanchezza, con Viviane orribilmente sconvolta e Avalon che si riempie di nebbia. Morgana, ironicamente, ritiene che il suo matrimonio con Uriens sia i pochi anni felici che la sua vita le avrebbe regalato. Con Uriens e Accolon, per la prima volta nella sua vita, si sente parte di una famiglia.
Nel frattempo, in Scozia, Mordred, il figlio di Morgana e Artù, è diventato adulto. Viviane va da lui in un'apparizione nella foresta e gli dice che sarà il prossimo in linea di successione al trono. Mordred prende questo a cuore e dice a Morgause (che chiamava "Madre") che rivendicherà il suo diritto di nascita. Quando arriva a Camelot, Artù sta progettando di respingere i Sassoni, che sono tornati in forze sulla Gran Bretagna. Mordred si fa conoscere da Artù solo come suo nipote, sua madre è Morgana. Ad Artù non viene detto che Mordred è suo figlio, e quest'ultimo viene accolto a braccia aperte a Camelot.
Re Uriens muore e Morgana decide di tornare ad Avalon. Il suo entourage viene attaccato dai Sassoni (scena cancellata: e da una devota famiglia cristiana che sospetta che lei sia una strega dopo aver scoperto il suo tatuaggio lunare sulla fronte) ma fugge ferito. Tuttavia, una volta arrivata al cancello di confine, la nebbia non si aprirà per lei e Morgana crede che la Dea Madre l'abbia abbandonata. Disperata, si accovaccia nella barca e si lascia galleggiare, solo per essere trovata da Igraine nel fossato del convento di Glastonbury, mentre rimane viva e vive tra le suore. Le donne hanno una breve ma felice riunione.
Mordred e Artù, un giorno, trascurando i cavalieri, iniziano una discussione sul prossimo erede. Mordred insiste che Artù dovrebbe nominare qualcuno, ma Artù crede ancora che Ginevra potrebbe ancora avere un figlio. Mordred insiste nel voler scegliere qualcuno prima che Arthur muoia in battaglia. Arthur dice che ha bisogno di qualcuno della sua stessa discendenza. È qui che Mordred si rivela come il figlio di Artù e che Morgana era la "Vergine Cacciatrice" con cui si era accoppiato molti anni fa. Ginevra lo sente e fugge, imbarazzato e disperato.
Ginevra si è messa a pregare freneticamente tutto il giorno nella sua cappella cristiana. Un giorno, Lancillotto la incontra lì e pianificano un incontro segreto, solo per farsi sentire da Mordred. Mordred cattura i due prima che dormano insieme e minaccia di portarli entrambi davanti al re e di farli impiccare per infedeltà. Lancillotto e Ginevra fuggono e si separano per l'ultima volta. Ginevra entra nel convento di Glastonbury, dove Igraine la incontra. Igraine la porta da Morgana, che vive ancora lì, ed entrambe le donne finalmente fanno ammenda l'una con l'altra.
Morgana torna a Camelot, ormai in rovina, con vari uomini crocifissi, impiccati e decapitati lungo le mura del palazzo. Mordred, Morgaine, Viviane e Morgause si incontrano tutti sulle scale del palazzo. Viviane rivela a tutti il male di Morgause, ricordando alla gente le vere vie della Dea; Morgause, con rabbia, prende un coltello per uccidere Viviane, ma Viviane afferra il coltello e accoltella accidentalmente Morgause, che cade morta. Mordred, avendo pensato a Morgause come alla sua vera madre, prende la sua spada e uccide a sua volta Viviane. Poiché Viviane era la Signora del Lago, il sole è eclissato e Igraine sente che entrambe le sue sorelle sono morte. Di ritorno ad Avalon, Raven, una sacerdotessa che aveva fatto voto di silenzio, urla per la prima volta disperatamente e le nebbie di Avalon si alzano ancora più in alto, eclissando totalmente l'isola.
È prevista una battaglia finale a Cameldun tra i Sassoni e l'esercito di Artù. Lancillotto lo raggiunge in prima linea poco prima della battaglia. Morgana è fuori a occuparsi della cremazione di Viviane e Morgause. Mordred ora ha tradito Camelot e si è unito ai Sassoni e li sta conducendo da Artù. Morgana lo vede in una visione mentre i corpi delle sue zie bruciano davanti a lei e se ne va sul campo di battaglia. La feroce battaglia uccide tutti, finché rimangono solo Mordred e Artù. Morgana arriva troppo tardi. Vede i cadaveri di Gawain, Accolon e Lancillotto tra migliaia. Mordred e Artù si sono entrambi feriti a morte a vicenda. Mordred muore per primo, tra le braccia di Morgana, ma Artù indugia. Arthur implora Morgana di portarlo ad Avalon.
Come nella scena iniziale, Morgana è sulla barca che rema verso Avalon. Arthur, appena vivo, giace di fronte a lei; Morgana tenta di separare le nebbie, ma ancora una volta fallisce. Artù tende la spada Excalibur, suggerendo che la Dea ha bisogno di un'offerta. Morgana scaglia la spada nella nebbia, dove viene misticamente trasformata in una croce, e apre temporaneamente le nebbie ad Avalon. Arthur vede Avalon e Morgana dichiara che sono a casa. Artù vede la bellissima terra e poi muore tra le braccia della sorella. Quando Artù muore, le nebbie si chiudono definitivamente.
Negli anni seguenti alla morte di Artù, i sassoni conquistano la Britannia, il cristianesimo diventa la religione dominante, mentre il culto della Dea Madre viene completamente abbandonato. Morgana, ormai rimasta l'ultima fedele dell'Antica Religione, va a vivere al convento di Glastonbury, non per diventare una suora cristiana, ma perché non ha nessun altro posto dove andare. È convinta che la Dea Madre sia morta, finché un giorno vede una bambina e delle donne che pregano ai piedi di una statua dell'Dea Madre, ma con un velo azzurro sul capo come la Beata Vergine Maria. Morgana, sorridendo, realizza che la Dea non è morta, ma si è semplicemente reincarnata una nuova identità e che continuerà ad essere venerata in attesa del giorno in cui le nebbie di Avalon si apriranno di nuovo al resto del mondo.

## Edizione italiana
L'edizione italiana è stata curata da Alberto Porto e il doppiaggio è stato realizzato dallo studio E. T. S (European Television Service). I dialoghi italiani sono di Cinzia De Marchi e la direzione del doppiaggio di Elio Zamuto.

## Premi
Le nebbie di Avalon è stato candidata ai premi Emmy Award del 2002 nella categoria Miglior miniserie, mentre Joan Allen e Anjelica Huston furono candidate entrambe nella categoria Miglior attrice non protagonista in una miniserie o film. Juliana Margulies fu candidata sempre nel 2002 ai Golden Globe come Miglior attrice protagonista e Anjelica Huston come Miglior attrice non protagonista agli Screen Actors Guild Award.